# Pátria Rádió
A Pátria Rádió (szlovákul: Rádio Pátria) egy szlovák közszolgálati rádióadó. Szlovákia nemzeti kisebbségi nyelvein szór műsort, a rádió fő nyelve a magyar (délután), illetve ukrán és ruszin (reggelente), továbbá 3 hetente cigány, cseh, német és lengyel nyelven is közvetít 1 órás műsort. A Pátria Rádió 06:00 és 18:00 között szór saját adást, a fennmaradó időben vételi területtől függően a szlovák közszolgálati a Rádio _FM, a Rádio Devín vagy a Rádio Slovakia International adásait közvetíti. A rádió igazgatója Lovász Attila, a vezető műsorszerkesztő Ürge Tamás.

## Története
A szlovák rádiózás 1926-os elindulása után megjelent az igény az országban élő magyar kisebbség nyelvén való műsorszórásra is, magyar nyelvű adás először 1928. december 16-én volt hallható Kassán, 1929 februárjára már Pozsonyban is volt magyar rádióadás.

## Frekvenciák

### FM frekvenciák
| FM adók                     | Frekvencia | ERP teljesítmény | Alternatíva |
| --------------------------- | ---------- | ---------------- | ----------- |
| Pozsony - Mýtna 1           | 098,9 MHz  | 0 kW             | RSI         |
| Dunaszerdahely - város      | 091,4 MHz  | 0 kW             | RSI         |
| Losonc - Blatný vrch        | 098,0 MHz  | 10 kW            | Rádio_FM    |
| Kékkő - Španí Laz           | 098,3 MHz  | 10 kW            | Rádio_FM    |
| Szepsi - Transpetrol        | 105,8 MHz  | 0 kW             | Rádio_FM    |
| Érsekújvár - komín teplárne | 098,7 MHz  | 1 kW             | Rádio Devín |
| Pelsőc - TVP                | 89,6 MHz   | 0 kW             | Rádio Devín |
| Rozsnyó - Dievčenská skala  | 105,9 MHz  | 1 kW             | Rádio_FM    |
| Szenc - város               | 102,4 MHz  | 0 kW             | RSI         |
| Párkány - Modrý vrch        | 106,2 MHz  | 10 kW            | Rádio Devín |
| Tőketerebes- Bánóc          | 106,7 MHz  | 10 kW            | Rádio Devín |

### DAB frekvenciák
| DAB+ adók                   | Frekvencia        | ERP teljesítmény |
| --------------------------- | ----------------- | ---------------- |
| Pozsony – Zerge-hegy        | 227,360 MHz (12C) | 7,2 kW           |
| Búrszentmiklós – Csúz       | 187,072 MHz (6D)  | 10 kW            |
| Besztercebánya – Laskomer   | 223,936 MHz (12A) | 2 kW             |
| Besztercebánya – Szuchahora | 223,936 MHz (12A) | 5 kW             |
| Kassa – Dubník              | 213,36 MHz (10C)  | 5 kW             |
| Kassa – Heringeš            | 225,648 MHz (12B) | 2 kW             |
| Nyitra – Zobor-lanovka      | 213,36 MHz (10C)  | 20 kW            |
| Poprád – Dubina             | 202,928 MHz (9A)  | 5 kW             |
| Vágbeszterce – város        | 195,936 MHz (8A)  | 1,8 kW           |
| Privigye – Bajmóc, Vendelín | 223,936 MHz (12A) | 0,7 kW           |
| Rimaszombat – Palaska       | 220,352 MHz (11C) | 5 kW             |
| Rózsahegy – Úložisko        | 195,936 MHz (8A)  | 5 kW             |
| Szepesváralja – Rudnok      | 178,352 MHz (5C)  | 1 kW             |
| Trencsén – Nad oborou       | 227,36 MHz (12C)  | 4,7 kW           |
| Zsolna – Krížava            | 223,936 MHz (12A) | 7 kW             |

## Műsorok
- 30 éve Szlovákiában
- A nő arcai
- Délidő
- Gömörben a helyzet
- HaTuMa
- Hírek
- Iskolatáska
- Istentisztelet
- Jó szóval oktasd
- Keleten a helyzet...
- Krónika
- Kultúrszalon
- Lelkesítő Szemet Edittel
- Mise
- Napzárta
- Nyugaton a helyzet...
- PosztmodeM
- Reggeli
- Rómsky magazín
- Szabad szóműves páholy
- Szalagtár
- Szöveg-köz
- Ünnepi műsorok
- Világosság
- Zendülés